# Masahiko Harada
Masahiko Harada (n. 9 mai 1968, Kamikawa⁠(d), Prefectura Hokkaidō, Japonia) este un săritor cu schiurile ce a reprezentat Japonia, medaliat olimpic. A participat la 5 ediții ale Jocurilor Olimpice (1992, 1994, 1998, 2002, 2006) în care a câștigat o medalie de aur, o medalie de argint și o medalie de bronz.